# Memòries de l'autora d'una Vindicació dels drets de les dones
Memoirs of the Author of A Vindication of the Rights of Woman (Memòries de l'autora d'Una vindicació dels drets de la dona) és una obra de l'escriptor i filòsof britànic William Godwin, editada al 1798. És la biografia de la seua esposa, Mary Wollstonecraft, l'autora de Vindicació dels drets de la dona (1792).
Godwin pensà que havia d'editar les obres no finalitzades de Wollstonecraft després de la seua mort. Una setmana després del funeral, començà el projecte i una biografia d'ella. Per preparar la biografia, rellegí tots els seus llibres, parlà amb els seus amics i ordenà i numerà tota la seua correspondència. Després de quatre mesos de treball dur, pogué completar els dos projectes. Segons William St Clair, autor d'una biografia dels Godwin i dels Shelley, Wollstonecraft era tan famosa en l'època que Godwin no esmentà el seu nom en el títol de l'obra.

Publicat el gener de 1798, el resum de la vida de Wollstonecraft per Godwin està marcat pel dolor i, inspirat per Confessions de Jean-Jacques Rousseau, és inusualment franc per al seu temps. Godwin no dubta a presentar les parts de la vida de Wollstonecraft que la societat britànica de finals del s. XVIII podria considerar com a immoral o de mal gust, tals com la seua amistat íntima amb una dona, els seus enamoriscaments, la seua filla il·legítima, els seus intents de suïcidi i la seua mort agònica. En el pròleg, Godwin explica:
| « | No puc evitar dubtar amb facilitat, que com més coneguem la imatge i la història d'aquestes persones com el subjecte de la narració següent, més identificats ens sentirem amb el seu destí, i més empatia sentirem pels seus èxits. No hi ha massa individus amb el caràcter dels quals estiguen més íntimament lligades l'assistència social i la millora de la societat que en l'autora d'una Vindicació dels drets de les dones. | » |

La franquesa de Godwin no sempre era apreciada per la gent que esmentava o per les germanes de Wollstonecraft. Everina i Eliza tenien una escola a Irlanda i perderen estudiants com a resultat de Memoirs.
Joseph Johnson, gran amic de Wollstonecraft i editor del llibre, tractà de dissuadir Godwin de la seua decisió d'incloure detalls explícits sobre la vida de Mary, però aquest s'hi negà. El llibre fou molt criticat i Godwin es va veure obligat a revisar-lo per a una segona edició d'agost del mateix any. Poc publicat durant el s. XIX i el XX, Memoirs es considera sobretot una font d'informació sobre Wollstonecraft. Amb l'increment de l'interès en la biografia i l'autobiografia com a gèneres importants, però, els erudits l'han estudiat pel seu valor intrínsec.
Claudia Johnson ha escrit que Memoirs de Godwin aparegué virtualment per celebrar les tendències suïcides de Wollstonecraft en un context suposadament apropiat per a una heroïna amb una exquisida sensibilitat".
L'Anti-Jacobin Review and Magazine ridiculitzà el llibre dient que "ja que el llibre no mostra el que s'ha de perseguir, almenys manifesta el que convé evitar. Il·lustra tant els sentiments com la conducta resultants dels principis de la Sra. Wollstonecroft ["sic"] i el Sr. Godwin. També, en algun grau, explica la formació de tals teories visionàries i doctrines pernicioses". La crítica analitza la vida sencera de Wollstonecraft i en processa quasi tots els factors, des dels seus esforços per cuidar de Fanny Blood, la seua amiga, fins als seus escrits. De les seues dues Vindicacions en particular critica la seua "extravagància" i la seua falta de lògica. Quan la crítica, però, analitza la seua relació amb Gilbert Imlay, cau en una difamació rotunda, i l'acusa de ser una "concubina" i "amant fixa" dient: "el biògraf no esmenta molts dels seus enamoriscaments. De tota manera no calia: dues o tres instàncies d'acció de vegades determinen la personalitat d'algú com ho farien mil". Sobre el final, la crítica assenyala que "els sentiments morals i la conducta moral de la Sra. Wollstonecroft [sic], resultants dels seus principis i teories, exemplifiquen i il·lustren la moralitat jacobina" i adverteix als pares que no havien de criar els seus fills basant-se en els seus consells.